# Lebia (Lebia)
Sous-genre
Synonymes
- Aphelogenia Chaudoir, 1870
- Callilebia Crotch, 1870
- Dianchomena Chaudoir, 1870
- Eccoptomesa Chaudoir, 1870
- Ectomomesa Chaudoir, 1871
- Eulebia W. McLeay, 1871
- Lia Eschscholtz, 1829
- Metabola Chaudoir, 1870
- Morpholebia Pic, 1922
- Scythropa Chaudoir, 1870

Lebia (Lebia) est un sous-genre de coléoptères de la famille des Carabidae, de la sous-famille des Harpalinae, de la super-tribu des Lebiitae, de la tribu des Lebiini et de la sous-tribu des Lebiina.

## Espèces (526)
Lebia abdita - 
Lebia abdominalis - 
Lebia acutangula - 
Lebia adamantina - 
Lebia adusta - 
Lebia aegra - 
Lebia aethiopica - 
Lebia agnata - 
Lebia albidipennis - 
Lebia allardi - 
Lebia amabilicolor - 
Lebia amabilis - 
Lebia amoenula - 
Lebia analis - 
Lebia anchorago - 
Lebia anchoralis - 
Lebia anchorifera - 
Lebia andina - 
Lebia andrewesi - 
Lebia angolana - 
Lebia angulata - 
Lebia angusticollis - 
Lebia annuligera - 
Lebia annulipennis - 
Lebia apicalis - 
Lebia apicefusca - 
Lebia argutula - 
Lebia arietis - 
Lebia arisana - 
Lebia arizonica - 
Lebia armata - 
Lebia arrowi - 
Lebia ascendens - 
Lebia asterisca - 
Lebia atricapillus - 
Lebia atripennis - 
Lebia australica - 
Lebia aviatica - 
Lebia azurea - 
Lebia badakschana - 
Lebia bagdadensis - 
Lebia balteata - 
Lebia barda - 
Lebia basiguttata - 
Lebia bella - 
Lebia biannulata - 
Lebia bicolor - 
Lebia bicurvata - 
Lebia bifasciata - 
Lebia biforis - 
Lebia bifossifrons - 
Lebia bilineata - 
Lebia binotata - 
Lebia bioculata - 
Lebia biplagiatella - 
Lebia bipunctata - 
Lebia bitaeniata - 
Lebia bivittata - 
Lebia bivitticollis - 
Lebia bivulnerata - 
Lebia boliviana - 
Lebia boysii - 
Lebia brachinoides - 
Lebia breuningi - 
Lebia brevilimbata - 
Lebia brisbanensis - 
Lebia bruchi - 
Lebia bumeliae - 
Lebia c-nigrum - 
Lebia caeca - 
Lebia callanga - 
Lebia calliope - 
Lebia calliparis - 
Lebia callitrema - 
Lebia campania - 
Lebia cannae - 
Lebia cardoni - 
Lebia centromaculata - 
Lebia chacoensis - 
Lebia chalcoma - 
Lebia chalcoptera - 
Lebia chalybe - 
Lebia chalybeipennis - 
Lebia charilla - 
Lebia charina - 
Lebia charisma - 
Lebia chelostigma - 
Lebia chinensis - 
Lebia chiponica - 
Lebia chiriquensis - 
Lebia chlorotica - 
Lebia chopimana - 
Lebia chrysomyia - 
Lebia chyulana - 
Lebia circumdata - 
Lebia clarissa - 
Lebia clio - 
Lebia coelina - 
Lebia coerulea - 
Lebia cognata - 
Lebia collaris - 
Lebia colmanti - 
Lebia concinna - 
Lebia confusa - 
Lebia confusula - 
Lebia congoana - 
Lebia congrua - 
Lebia congruens - 
Lebia conjugata - 
Lebia consularis - 
Lebia contaminata - 
Lebia contigua - 
Lebia coptoderina - 
Lebia coptoderopsis - 
Lebia corcula - 
Lebia cordelia - 
Lebia cordifer - 
Lebia coronata - 
Lebia costaricensis - 
Lebia crinalis - 
Lebia croceicollis - 
Lebia cruciata - 
Lebia crucifera - 
Lebia cruciferella - 
Lebia cruralis - 
Lebia cruxminor - 
Lebia cumanensis - 
Lebia cuonaensis - 
Lebia cupripennis - 
Lebia cursor - 
Lebia curvipicta - 
Lebia cyanipennis - 
Lebia cyanytheana - 
Lebia cymindoides - 
Lebia daguerrei - 
Lebia darlingtoni - 
Lebia darlingtoniana - 
Lebia debilis - 
Lebia decellei - 
Lebia declivis - 
Lebia decolor - 
Lebia delineata - 
Lebia dentata - 
Lebia denticulata - 
Lebia dentipicta - 
Lebia desaegeri - 
Lebia dichroma - 
Lebia diehli - 
Lebia discernenda - 
Lebia disconotata - 
Lebia discopicta - 
Lebia discrepans - 
Lebia distigma - 
Lebia distinguenda - 
Lebia ditissima - 
Lebia dorsalis - 
Lebia dubia - 
Lebia dugesi - 
Lebia duillia - 
Lebia durbanensis - 
Lebia eberti - 
Lebia edentata - 
Lebia edithae - 
Lebia elegans - 
Lebia elegantissima - 
Lebia elegantula - 
Lebia elimata - 
Lebia emblemata - 
Lebia emendata - 
Lebia endynomena - 
Lebia ephippiata - 
Lebia epigramma - 
Lebia epiphaea - 
Lebia erythreensis - 
Lebia estebana - 
Lebia esurialis - 
Lebia exarata - 
Lebia exigua - 
Lebia exilis - 
Lebia eximia - 
Lebia exsanguis - 
Lebia externa - 
Lebia extrema - 
Lebia fabriziobattonii - 
Lebia fallaciosa - 
Lebia fasciola - 
Lebia fatua - 
Lebia fenestrata - 
Lebia festinans - 
Lebia figurata - 
Lebia fimbriolata - 
Lebia flammea - 
Lebia flavipes - 
Lebia flavofasciata - 
Lebia flavoguttata - 
Lebia flavopicta - 
Lebia flohri - 
Lebia focki - 
Lebia formosana - 
Lebia foveipennis - 
Lebia frenata - 
Lebia freudei - 
Lebia fruhstorferi - 
Lebia fukiensis - 
Lebia furcatula - 
Lebia fuscata - 
Lebia fusciceps - 
Lebia fuscula - 
Lebia gabonica - 
Lebia gansuensis - 
Lebia garambae - 
Lebia gaudichaudi - 
Lebia gemina - 
Lebia gibba - 
Lebia gloriosa - 
Lebia goniessa - 
Lebia goudoti - 
Lebia gounellei - 
Lebia grammica - 
Lebia granaria - 
Lebia graphica - 
Lebia grata - 
Lebia gratiosa - 
Lebia gressoria - 
Lebia guttata - 
Lebia guttula - 
Lebia guyanensis - 
Lebia haitiana - 
Lebia halli - 
Lebia halmaherae - 
Lebia hamata - 
Lebia handenia - 
Lebia haplomera - 
Lebia heraldica - 
Lebia heydeni - 
Lebia heyrovskyi - 
Lebia hilaris - 
Lebia hirsutula - 
Lebia histrionica - 
Lebia holomera - 
Lebia horni - 
Lebia humeralis - 
Lebia humeroguttata - 
Lebia ignita - 
Lebia illustris - 
Lebia imitator - 
Lebia imperfecta - 
Lebia incohaerens - 
Lebia incommoda - 
Lebia inconspicua - 
Lebia inconstans - 
Lebia inedita - 
Lebia inornata - 
Lebia insecticollis - 
Lebia insularis - 
Lebia insularum - 
Lebia insulata - 
Lebia intermedia - 
Lebia irregularis - 
Lebia ivorensis - 
Lebia jacksoni - 
Lebia jeanneli - 
Lebia jedlickai - 
Lebia jucunda - 
Lebia jureceki - 
Lebia karenia - 
Lebia kayetea - 
Lebia klapperichi - 
Lebia klickai - 
Lebia lacerata - 
Lebia lacerta - 
Lebia laetula - 
Lebia lapaza - 
Lebia lata - 
Lebia lateplagiata - 
Lebia laticollis - 
Lebia latifascia - 
Lebia latiuscula - 
Lebia lauta - 
Lebia lecta - 
Lebia lemoulti - 
Lebia lepida - 
Lebia leprieuri - 
Lebia leptodera - 
Lebia lesnei - 
Lebia leucaspis - 
Lebia levicula - 
Lebia libita - 
Lebia limbata - 
Lebia lindemannae - 
Lebia lineola - 
Lebia lobulata - 
Lebia longiloba - 
Lebia longipennis - 
Lebia lubrica - 
Lebia lunigera - 
Lebia luteocincta - 
Lebia luteofasciata - 
Lebia luzoensis - 
Lebia maculicollis - 
Lebia marani - 
Lebia maraniana - 
Lebia marginata - 
Lebia marginicollis - 
Lebia masaica - 
Lebia maya - 
Lebia maynei - 
Lebia mayumbensis - 
Lebia meinkeana - 
Lebia melanonota - 
Lebia melanoptera - 
Lebia melantho - 
Lebia menetriesi - 
Lebia mesostigma - 
Lebia mesoxantha - 
Lebia microtes - 
Lebia minarum - 
Lebia mindanaensis - 
Lebia minima - 
Lebia minuscula - 
Lebia minuta - 
Lebia minutula - 
Lebia mira - 
Lebia mirabilis - 
Lebia mirabunda - 
Lebia miranda - 
Lebia mirifica - 
Lebia misabena - 
Lebia miwai - 
Lebia moesta - 
Lebia monostigma - 
Lebia monteithi - 
Lebia montivaga - 
Lebia mushai - 
Lebia myops - 
Lebia natalis - 
Lebia neanthe - 
Lebia nemoralis - 
Lebia nevermanni - 
Lebia nigricapitata - 
Lebia nigriceps - 
Lebia nigrita - 
Lebia nigrofasciata - 
Lebia nigrolineata - 
Lebia nigromaculata - 
Lebia nilotica - 
Lebia novabritannica - 
Lebia nubicola - 
Lebia obenbergeri - 
Lebia obscurata - 
Lebia obscuriceps - 
Lebia obsoleta - 
Lebia ocellata - 
Lebia ohausi - 
Lebia olivacea - 
Lebia oliviella - 
Lebia omostigma - 
Lebia orissa - 
Lebia ornamentalis - 
Lebia ornata - 
Lebia pallida - 
Lebia pallipes - 
Lebia papuella - 
Lebia papuensis - 
Lebia paramicola - 
Lebia pauliana - 
Lebia pectita - 
Lebia peguensis - 
Lebia peregrinator - 
Lebia perita - 
Lebia permutata - 
Lebia perpallida - 
Lebia perspicillaris - 
Lebia peruana - 
Lebia phantasma - 
Lebia picicollis - 
Lebia picolina - 
Lebia picta - 
Lebia pilula - 
Lebia placida - 
Lebia planiuscula - 
Lebia platensis - 
Lebia plaumanni - 
Lebia pleuritica - 
Lebia pleurodera - 
Lebia poecilura - 
Lebia promontorii - 
Lebia pseudolytata - 
Lebia puella - 
Lebia pulchella - 
Lebia pulla - 
Lebia pumila - 
Lebia pusilla - 
Lebia putzeysi - 
Lebia quadratica - 
Lebia quadraticollis - 
Lebia quadricolor - 
Lebia quadrimaculata - 
Lebia quadriplagiata - 
Lebia quadritincta - 
Lebia quinquenotata - 
Lebia reflexicollis - 
Lebia renalis - 
Lebia resurgens - 
Lebia reticulata - 
Lebia retusa - 
Lebia reventazonica - 
Lebia rhodope - 
Lebia rhombifera - 
Lebia rhyticrania - 
Lebia riedeli - 
Lebia rotundipennis - 
Lebia ruficeps - 
Lebia rufopleura - 
Lebia rugatifrons - 
Lebia rugiceps - 
Lebia rugifrons - 
Lebia rutilia - 
Lebia ruwenzorica - 
Lebia salomona - 
Lebia scalata - 
Lebia scalpta - 
Lebia scapula - 
Lebia scapularis - 
Lebia schmidtgoebeli - 
Lebia schoutedeni - 
Lebia scitula - 
Lebia sculpticollis - 
Lebia sebakuana - 
Lebia securigera - 
Lebia sedlaceki - 
Lebia sellata - 
Lebia senegalensis - 
Lebia sericea - 
Lebia sexmaculata - 
Lebia sharovae - 
Lebia shimbana - 
Lebia similis - 
Lebia simillima - 
Lebia simoni - 
Lebia simulatoria - 
Lebia sinanja - 
Lebia singaporensis - 
Lebia smaragdinipennis - 
Lebia smithiella - 
Lebia solea - 
Lebia soror - 
Lebia speciosa - 
Lebia sperabilis - 
Lebia steinbachi - 
Lebia stepaneki - 
Lebia sticticeps - 
Lebia strandi - 
Lebia straneoi - 
Lebia striaticeps - 
Lebia striaticollis - 
Lebia striatifrons - 
Lebia subfasciata - 
Lebia subglabra - 
Lebia subinterrupta - 
Lebia submaculata - 
Lebia subrugosa - 
Lebia subtilis - 
Lebia sulcata - 
Lebia sulcatella - 
Lebia sulciceps - 
Lebia sulcipennis - 
Lebia susterai - 
Lebia syriaca - 
Lebia tanarataensis - 
Lebia tanta - 
Lebia tau - 
Lebia tendicula - 
Lebia tenella - 
Lebia tenenbaumi - 
Lebia tericola - 
Lebia terminalis - 
Lebia testudinea - 
Lebia thais - 
Lebia tigrana - 
Lebia togata - 
Lebia tolteca - 
Lebia trapezicollis - 
Lebia tremolerasi - 
Lebia trigona - 
Lebia trimaculata - 
Lebia trisignata - 
Lebia tropica - 
Lebia trullata - 
Lebia truncatipennis - 
Lebia tsaritsa - 
Lebia tschitscherini - 
Lebia tuckeri - 
Lebia turkestanica - 
Lebia umbrata - 
Lebia umtalina - 
Lebia unimaculata - 
Lebia vaciva - 
Lebia vagans - 
Lebia variegata - 
Lebia venezolana - 
Lebia venustula - 
Lebia vianai - 
Lebia vicina - 
Lebia vilcanota - 
Lebia violacea - 
Lebia violata - 
Lebia viridipennis - 
Lebia viridis - 
Lebia viriditincta - 
Lebia vittata - 
Lebia vittigera - 
Lebia wagneri - 
Lebia weigeli - 
Lebia wittei - 
Lebia x-nigrum - 
Lebia xanthogona - 
Lebia xanthophaea - 
Lebia xanthopleura - 
Lebia yucatana - 
Lebia yunnana - 
Lebia zaboli - 
Lebia zanzibarica - 
Lebia zeta - 
Lebia zonata - 
Lebia zuluensis